# Tarif d'appel
Le tarif d'interconnexion, appelé également « terminaison d’appel », est le montant par minute payé par un opérateur téléphonique fixe ou mobile pour écouler une conversation téléphonique à travers le réseau d'un autre opérateur qui amène alors l'appel jusqu'à destination.
Ces tarifs sont régulés pour les opérateurs historiques, afin de permettre un bon développement de la concurrence.
Le tarif pour un appel vers un numéro fixe dépend du travail restant à faire par l'opérateur qui achemine la communication depuis le point d'interconnexion jusqu'à l'appareil appelé : 
- il est le plus bas (inférieur à un centime d'euros) pour une minute de communication présentée au commutateur desservant directement l'appareil appelé (on l'appelle commutateur de raccordement) ; c'est la formule préférée par les opérateurs qui ont beaucoup de trafic à faire acheminer ;
- il est un peu plus élevé si le trafic est présenté à des commutateurs plus éloignés, laissant à la charge de l'opérateur final le soin d'amener la communication jusqu'au commutateur de raccordement ;
- il est significativement plus élevé pour un appel vers un mobile, la technologie mobile étant plus chère par minute.

De la même façon, la Terminaison d'Appel Mobile (ou TAM) correspond au prix payé par un opérateur à un opérateur mobile pour terminer l'appel d'un de ses abonnés sur le réseau mobile du destinataire de la communication.
Il existe aussi un coût de terminaison pour les SMS.